# Theoneta
Genre
Theoneta est un genre d'araignées aranéomorphes de la famille des Linyphiidae.

## Distribution
Les espèces de ce genre sont endémiques de Russie.

## Liste des espèces
Selon World Spider Catalog (version 16.5, 3/12/2015) :
- Theoneta aterrima (Eskov & Marusik, 1991)
- Theoneta saaristoi (Eskov & Marusik, 1991)

## Publication originale
- Eskov & Marusik, 1991 : New linyphiid spider (Aranei, Linyphiidae) from east Siberia. Korean Arachnology, vol. 6, no 2, p. 237-253.